# Шакшинское
Шакши́нское (бур. Шагша нуур, упрощ. Шакша́) — второе по величине (после Арахлея) озеро Ивано-Арахлейской системы озёр на юге Витимского плоскогорья в Забайкальском крае. Находится в 85 км к западу от города Читы. Относится к бассейну реки Селенги.

## Описание
Площадь водной поверхности — 53,6 км², площадь водосбора 439 км², длина — 10,8 км, наибольшая ширина — 6,6 км. Наибольшая глубина — 6,2 м. Высота над уровнем моря — 968 м. Объём воды в озере составляет 0,23 км3. Длина береговой линии — 28,2 км.
Находится к юго-западу от озера Арахлей, от которого отделено невысоким перешейком шириной от 1,2 до 1,5 км. С Арахлеем соединено ручьём Холой (только в паводки).
Вода в озере пресная, проточная. Минерализация — 100—200 мг/дм³. Ледостав в середине-конце октября. Вскрывается в середине мая.
Дно неровное. Глубина у берега быстро увеличивается, самые глубокие места (до 6,2 м) расположены в восточной части озера, примерно в 1 км от берега. Береговая линия слабо изрезана. Западный и восточный берега высокие (6—10 м) открытые, местами покрыты кустарником и отдельными деревьями. Северный берег низкий, поросший луговой травой и редким кустарником и переходящий в болото.
Сильнее всего вода в озере прогревается в середине июля-начале августа (до +22,5 °C). Дно озера покрыто илом и глиной, у берега — песок с галькой.
В Шакшинском озере обитают плотва, окунь, елец, щука, карась, пелядь, лещ, сазан, сом.
На берегах озера расположены сёла Беклемишево и Шакша.